# کیتی میلی
کیتی میلی (انگلیسی: Katie Meili؛ زادهٔ ۱۶ آوریل ۱۹۹۱) شناگر اهل ایالات متحده آمریکا است.
او در مسابقات کشوری و بین‌المللی در مجموع برندهٔ ۴ مدال طلا، ۲ مدال نقره، ۲ مدال برنز شده‌است.